# Edgar Speyer
 Edgar Speyer, 1° Baronete (Nova Iorque, 7 de setembro de 1862 – Berlim, 16 de fevereiro de 1932) foi um banqueiro e filantropo nascido nos Estados Unidos, mas que adquiriu a nacionalidade britânica em 1892. Foi presidente da Speyer Brothers, a filial britânica da casa financeira internacional da família Speyer, e um parceiro nas filiais alemã e americana. Foi presidente da Underground Electric Railways Company de Londres (UERL, precursora do London Underground) de 1906 a 1915, período em que a empresa abriu três linhas ferroviárias subterrâneas, eletrificou uma quarta e assumiu mais duas.
Speyer foi um defensor das artes musicais e amigo de vários compositores importantes, incluindo Edward Elgar, Richard Strauss e Claude Debussy. Presidiu a Sociedade de Música Clássica por dez anos e financiou amplamente os Concertos Promenade entre 1902 e 1914. Suas atividades de caridade não-musicais incluíam ser tesoureiro honorário do fundo da expedição antártica do capitão Scott. Por sua filantropia, foi feito baronete em 1906 e conselheiro privado em 1909.
Após o início da Primeira Guerra Mundial, ele se tornou alvo de ataques anti-alemães na imprensa. Em 1915, Speyer se ofereceu para renunciar ao Conselho Privado e renunciar e a seu título, mas o Primeiro Ministro recusou a oferta. Ele renunciou ao cargo de presidente da UERL e foi para os Estados Unidos.
Em 1921, o governo britânico investigou as acusações de que Speyer havia negociado com o inimigo durante a guerra e havia participado de outras condutas de guerra incompatíveis com seu status de cidadão britânico. Speyer negou as acusações, mas sua naturalização foi revogada e ele foi excluído da lista de membros do Conselho Privado.

## Legado
Os dois principais legados de Speyer são as três linhas de metrô de nível profundo do metrô de Londres e os Concertos Promenade. O primeiro poderia não ter sido construído sem o financiamento que levantou com Yerkes e não teria sido possível sem sua presidência. O último pode ter falhado no início do século XX sem o seu apoio financeiro. As linhas de metrô agora formam as seções centrais das linhas Northern, Piccadilly e Bakerloo do metrô.
Após o término do financiamento de Speyer dos Concertos Promenade, eles foram assumidos pelas editoras de música Chappell & Co. e, em 1927, pela BBC. Os personagens de Sir Hermann e Lady Aline Gurtner, no romance de 1919 de E. F. Benson, Robin Linnet, foram baseados em Sir Edgar e Lady Speyer. Leanne Langley sugere que o personagem de Appleton, um vilão corretor de ações, em The Thirty-Nine Steps de John Buchan, pode ter sido baseado em Speyer.
Após a mudança do clube das mulheres americanas, sua casa em Londres serviu como embaixada do Japão por alguns anos e agora é o escritório das corretoras de ações Killik & Co. É um edifício listado como Grade II *. O Sea Marge foi vendido após sua morte e se tornou um hotel em 1935 e, entre 1955 e 1990, um lar para idosos. Foi reaberto como hotel em 1996 e está listado como Grau II. Depois que os Speyers retornaram à América, Leonora começou a escrever poesia e ganhou o Prêmio Pulitzer de poesia em 1927. Ela morreu em 1956.
As três filhas dos Speyers retornaram à Grã-Bretanha. Pamela Speyer casou-se com o conde Hugo Moy em 1926, mas ficou viúva logo depois quando foi morto em um acidente de caça. Ela morreu em Sussex em 1985. Leonora foi casada por menos de um ano e depois viveu com a pianista Maria Donska e morreu em Kent em 1987. Vivien foi para a Grã-Bretanha como membro do Corpo Auxiliar das Mulheres do Exército dos Estados Unidos e morreu em Norwalk, Connecticut, em 2001.